# عقد نقل الملكية
سند نقل الملكية هو عقد يتم من خلاله نقل ملكية شيء ما في انجلترا وويلز لنقل الممتلكات العقارية من مالكها القانوني إلى المشتري.
في بعض الاحيان يقال عن هذا العقد انه نقل وتحويل ملكيات الغير للطرف المشتري وكانت بالماضي وسيلة النقل عبارة عن تنازل عن تملّك هذا الشيء. (وايضا هناك نقل ملكية عقارات مسأجرة).
استخدمت العديد من أنواع العامة لنقل الملكية على سبيل المثال TR1 : يستخدم هذا النوع في الحالات التي يتم فيها نقل العنوان لكن بالاعتماد على طبيعة العقد والمعاملة.
TR2: وفي هذه الحالة يستخدم استخدامها في مبيعات الحيازة ونقل ملكية البضاعة للطرف المشتري.
TP1 : يستخدم هذا ايضاً في حالات نقل البيع بالتجزئة.
السجل العقاري لجلالة الملكة تتطلب ان يتم استخدام نماذج معتمدة وجاهزة وموضوع فيها كل المعايير اللازمة لاعتباره عقد ناقل للملكية، وهي أيضا متاحة في الموقع كوثيقة إلكترونية يتم الاستعاضة بها عن الورقية، وأيضا متاحة عند كاتب العدل والمحاميين القانونيين.

## روابط خارجية
- صفحة تنزيل نماذج السجل العقاري